# Waage

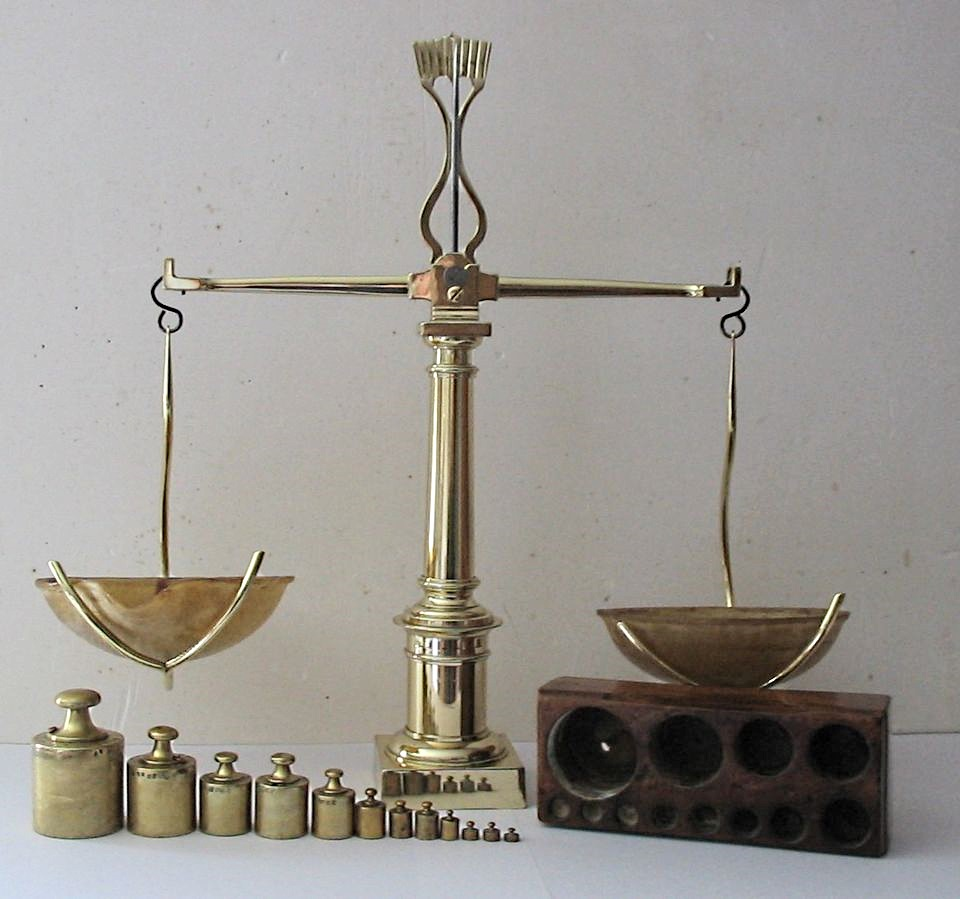
Balkenwaage (1850)

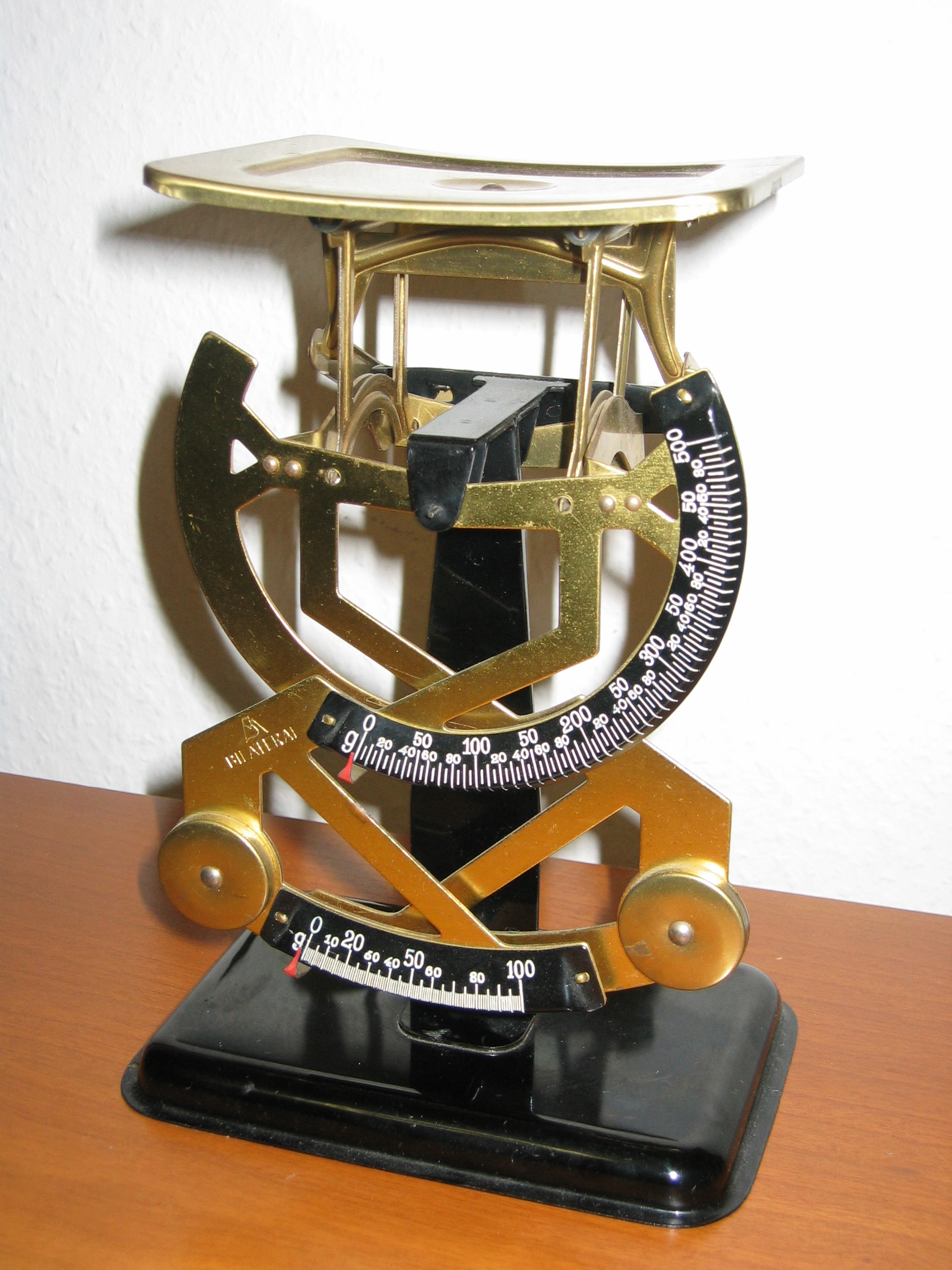
Briefwaage

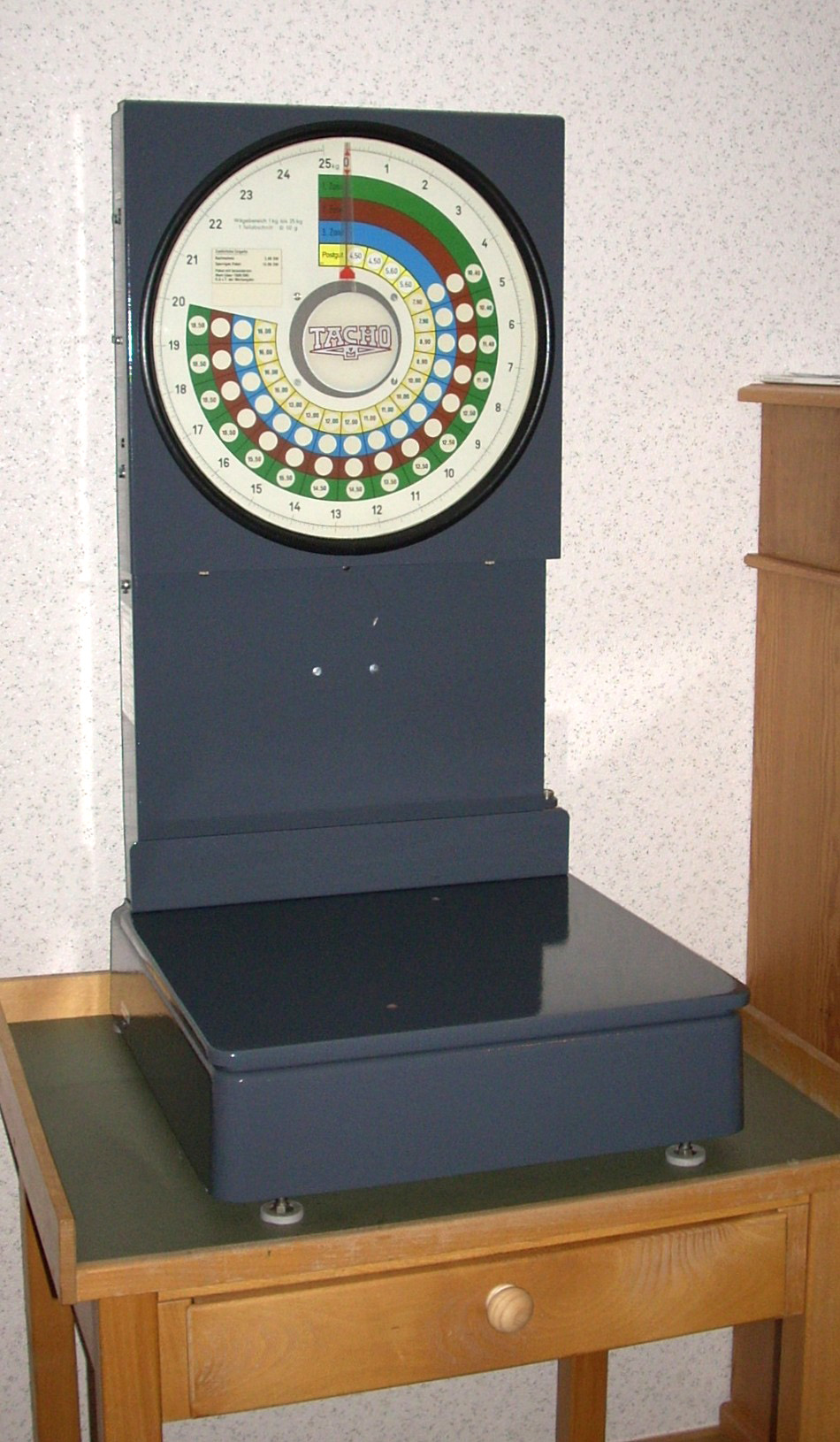
Postwaage (ca. 1971)

Eine Waage ist ein Messgerät zur Bestimmung einer Masse.
Die Messung der Masse eines Körpers erfolgt üblicherweise über dessen Gewichtskraft: Die Gewichtskraft wird entweder direkt bestimmt, wie etwa mit einer Federwaage, oder sie wird mit der Gewichtskraft einer bekannten Masse verglichen, wie bei einer Balkenwaage. Bei Waagen der ersten Art geht die Schwerebeschleunigung, die lokal unterschiedlich ist, in die Messung ein. Bei Waagen der zweiten Art ist die Schwerebeschleunigung für beide verglichenen Massen dieselbe und beeinflusst das Messergebnis deshalb nicht. Bei beiden Arten wirkt ein durch die umgebende Luft verursachter statischer Auftrieb auf den oder die Körper und auf Teile der Waage. Je nach der benötigten Genauigkeit wird dies vernachlässigt oder durch geeignete Korrektionen berücksichtigt.

## Zusammenhang von Masse und Gewichtskraft
Es gilt der Zusammenhang
{\displaystyle {\text{Masse in kg}}={\frac {\text{Gewichtskraft in N}}{{\text{Schwerebeschleunigung in }}{\frac {\mathrm {m} }{\mathrm {s} ^{2}}}}}}

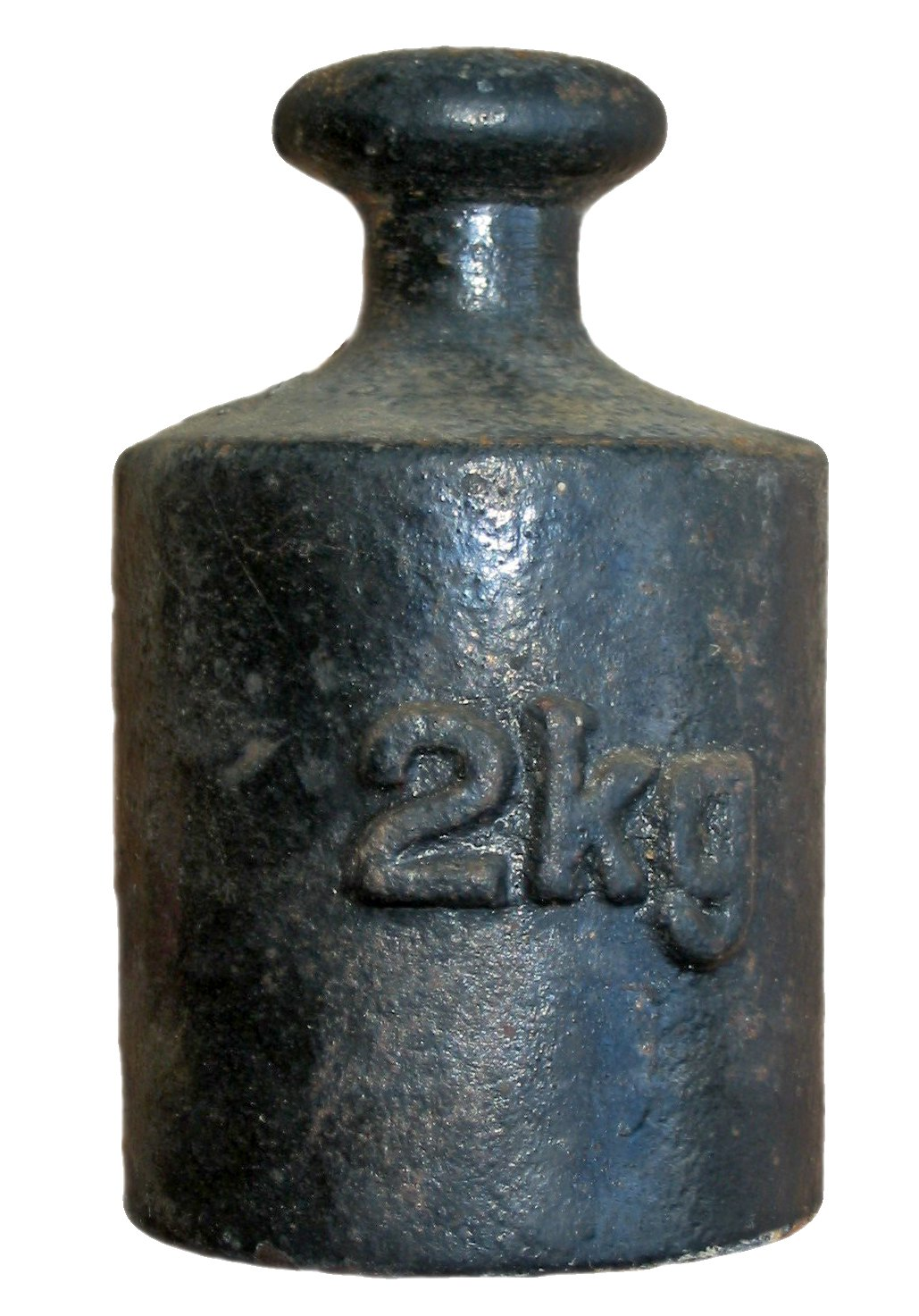
Gewichtsstück

Die Schwerebeschleunigung hängt dabei sowohl vom Ort (als auch in geringem Maß vom Zeitpunkt) der Messung ab. Der Einfluss anderer Kräfte auf das Wägegut oder die Waage ist hier nicht berücksichtigt. Dazu gehören der hydrostatische Auftrieb des Wägeguts im umgebenden Medium – in der Regel Luft – magnetische Interaktionen von Wägegut, von Komponenten der Waage oder von umgebenden Gegenständen, sowie elektrostatische Interaktionen.

## Eigenschaften
Waagen können mit folgenden Eigenschaften charakterisiert werden:
- Wägebereich
- Ablesbarkeit
- Genauigkeit (siehe auch: Genauigkeitsklasse eines Wiegesystems)
- Wiederholbarkeit
- Linearität
- Größe (variabel)
- Position (z. B. Tischwaage, Bodenwaage, Kranwaage)

## Geschichte

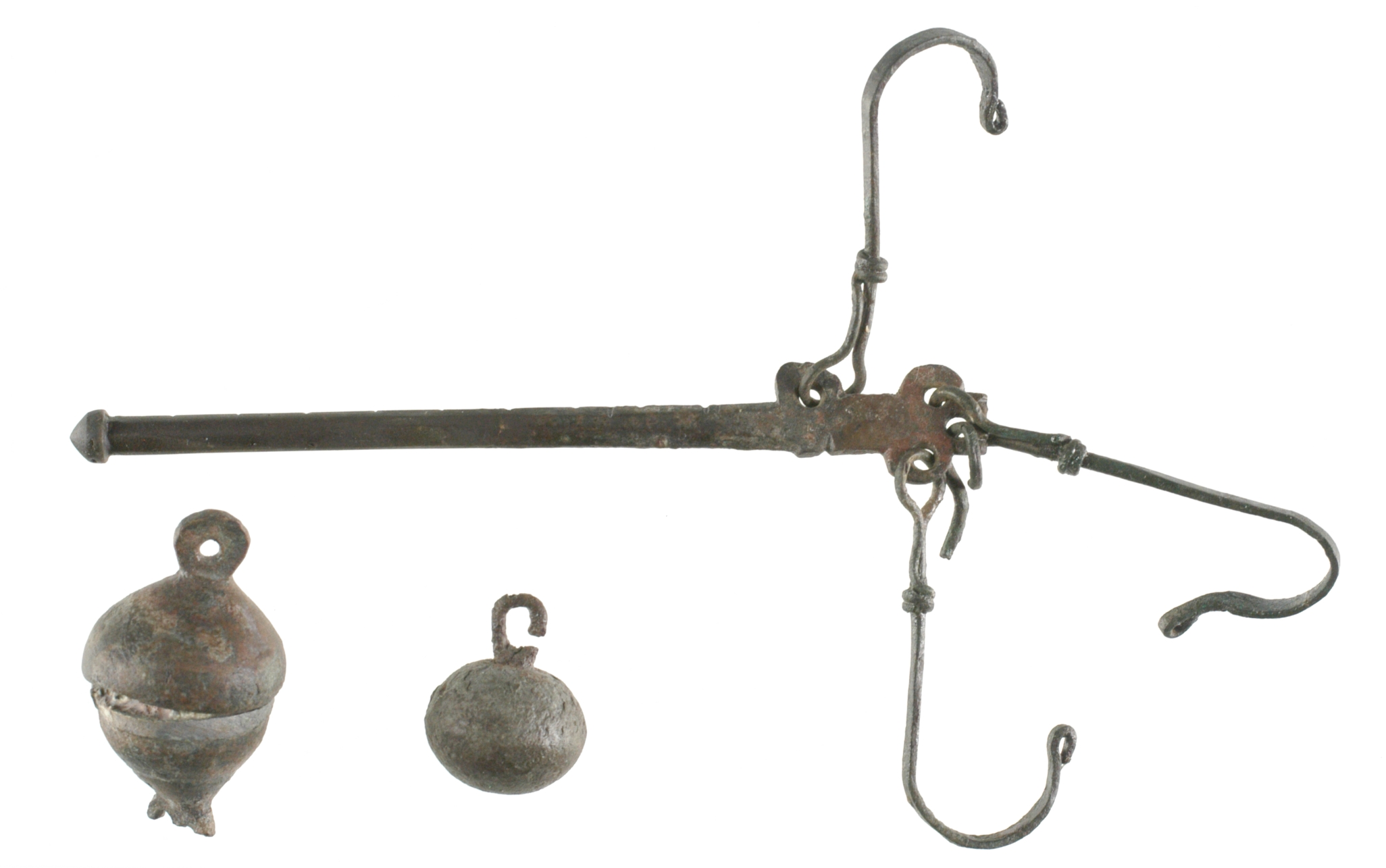
Römische Waage mit zwei Bronze-Gewichten, 50–200 A.D.,Gallo-Römisches Museum, Tongeren (B)Belgien

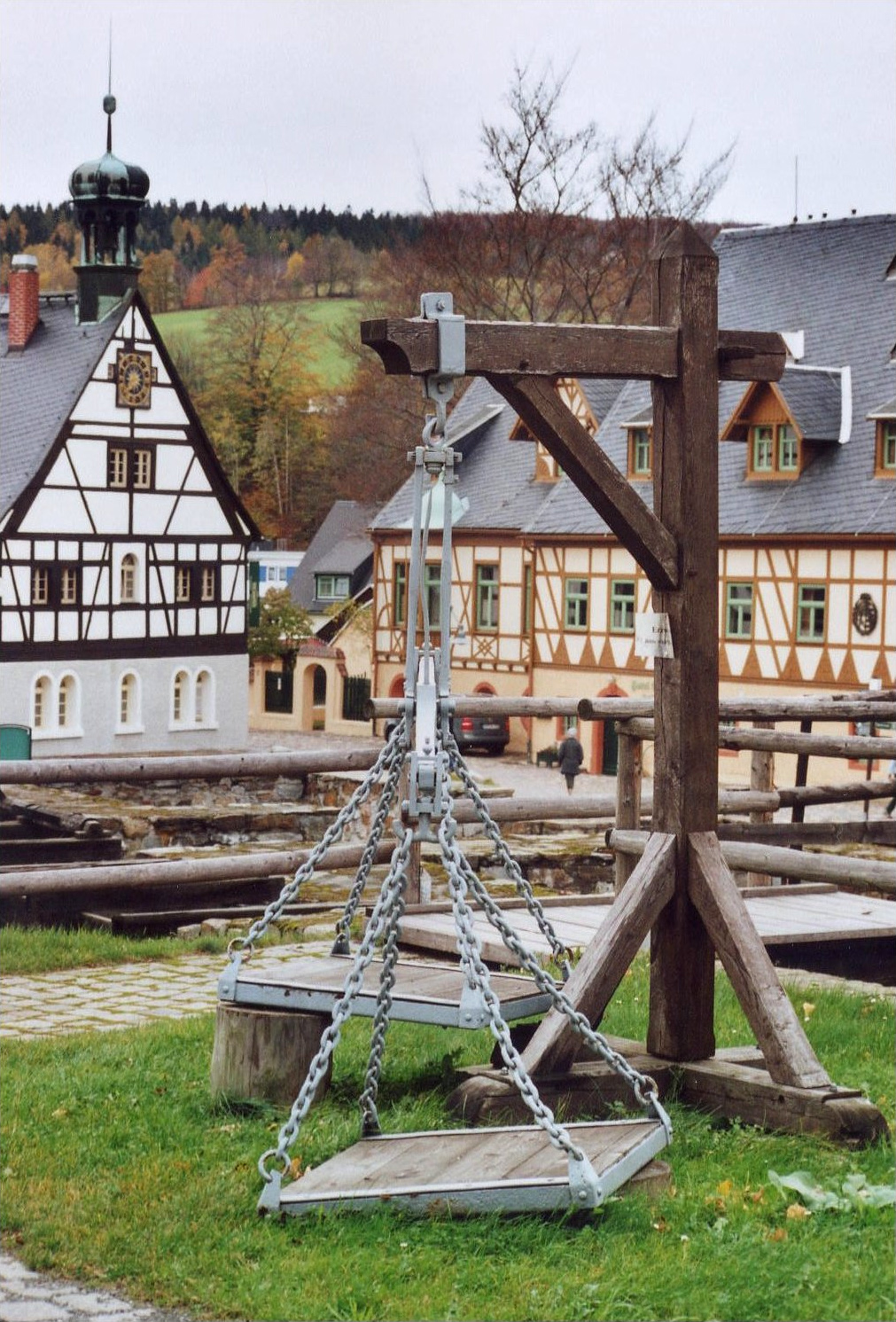
Alte Erzwaage in Olbernhau-Grünthal

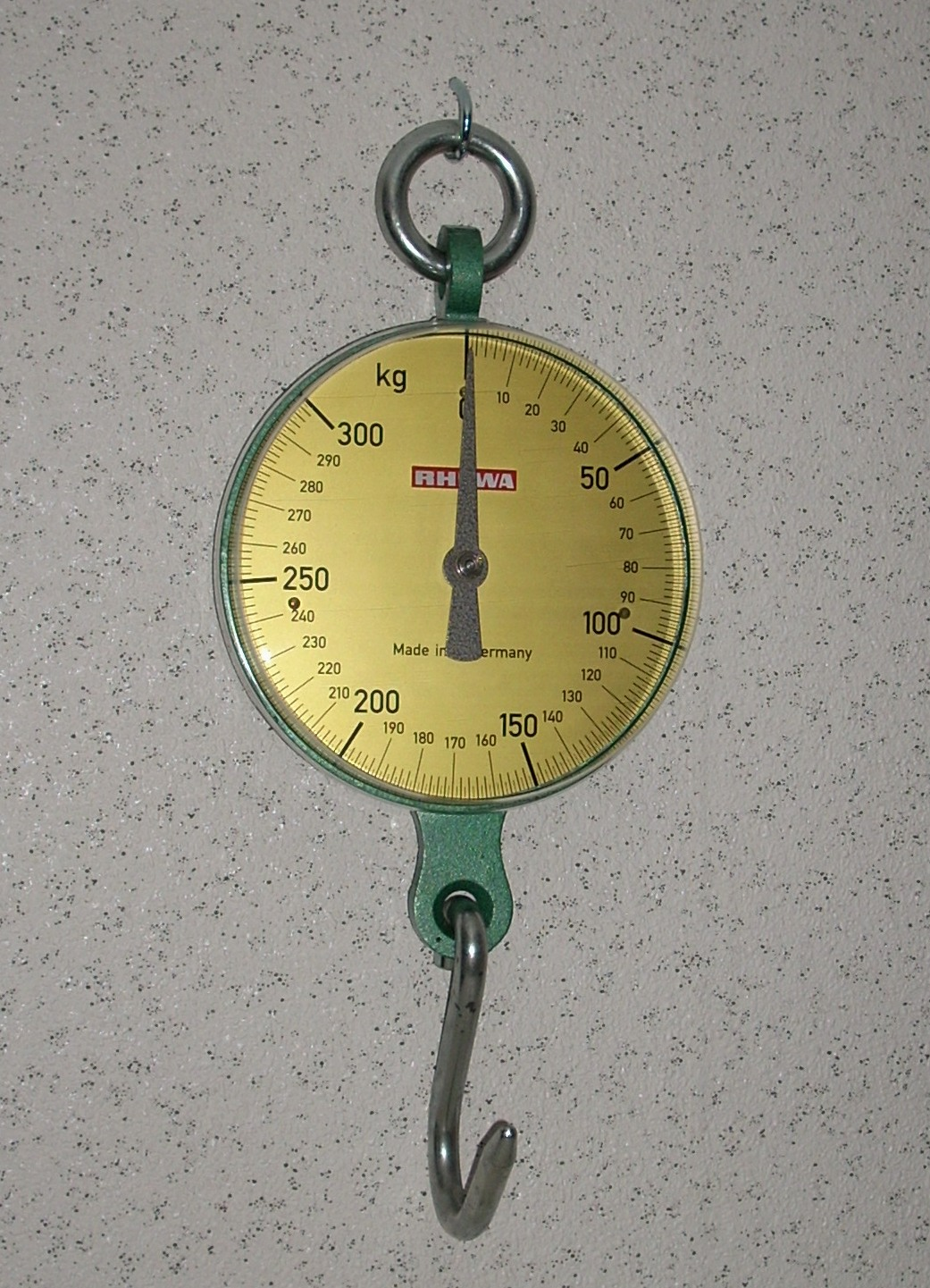
Zeigerschnellwaage

Ein Waagebalken aus dem 5. Jahrtausend v. Chr. wurde in einem prähistorischen Grab in Ägypten entdeckt. Früheste ägyptische Abbildungen einfacher Balkenwaagen stammen aus der Zeit um 2000 v. Chr. Die Aufhängung des Waagebalkens bestand aus einem Seil, an seinen äußeren Enden hingen die Waagschalen. Um 500 v. Chr. verbesserten Etrusker die Genauigkeit der Balkenwaage. Die Römer kannten auch ungleicharmige Waagen, der längere Arm trug ein verschiebbares Wägestück sowie eine Strichmarkierung. In der Renaissance kamen in alchimistischen Labors hochempfindliche Analysewaagen zum Einsatz.
1669 erfand der Franzose Gilles Personne de Roberval die Tafelwaage. Sie hatte den Vorteil, dass die Position der zu wägenden Last auf den Waagschalen das Ergebnis nicht beeinflusste. 1763 baute der schwäbische Pfarrer Philipp Matthäus Hahn eine Neigungswaage mit direkter Gewichtsanzeige. Dezimal- und Küchenwaagen entstanden in der ersten Hälfte des 19. Jahrhunderts. Um 1850 wurden Versuche unternommen, das Wägeergebnis automatisch zu drucken. 1895 kamen in den USA Waagen mit gleichzeitiger Preisanzeige auf (preisrechnende Waagen). 1939 leiteten zwei amerikanische Ingenieure mit der Nutzung elektrischer Widerstandsänderungen das Zeitalter der elektronischen Waagen ein.

## Wägeprinzipien
Bei den Waagen unterscheidet man die oben genannten beiden Grundprinzipien, Gewichtskraftmessung und Massenvergleich.

### Wägen durch Messung der Gewichtskraft
Bei der einfachsten Form der Federwaage wird das Wägeobjekt an eine Schraubenfeder gehängt und die Verlängerung gemessen. Anhand der Federkonstante wird dadurch die Gewichtskraft ermittelt und mit der entsprechenden Skala auf die Masse abgebildet. Verwandte Messprinzipien basieren ebenfalls auf Verformungsmessung, beispielsweise mit Membranen, Kraftsensoren, Kraftmessdosen, Piezoeffekt oder Ringtorsion.
Es gibt Federwaagen und Kraftmesser für verschiedene Messbereiche.
Beispiele:
- eine einfache Federwaage wird volkstümlich auch „Lumpenwaage“ genannt
- höherwertige Federwaagen in runder Bauform mit Zeiger (Zeigerschnellwaage)
- Haushaltswaage, ein Hand-/Tischgerät bis etwa 10 kg
- Küchenwaage und Babywaage, bis 5 oder 10 kg
- Personenwaage für das Körpergewicht (meist bis 130 oder 150 kg, Genauigkeit 0,1 bis 3 kg).
- Standgeräte für industrielle Zwecke oder im Handel (Wägebereich/Skalenteilung meist 25 kg/50 g, 50 kg/100 g oder 100 kg/200 g, Genauigkeit 0,1–0,2 %).
- Membranwaagen und Barometer
- Mikrowaagen und Präzisions-Federwaagen für Labore, den Physikunterricht etc., Genauigkeiten 0,1–0,5 %.

### Wägen durch Massenvergleich

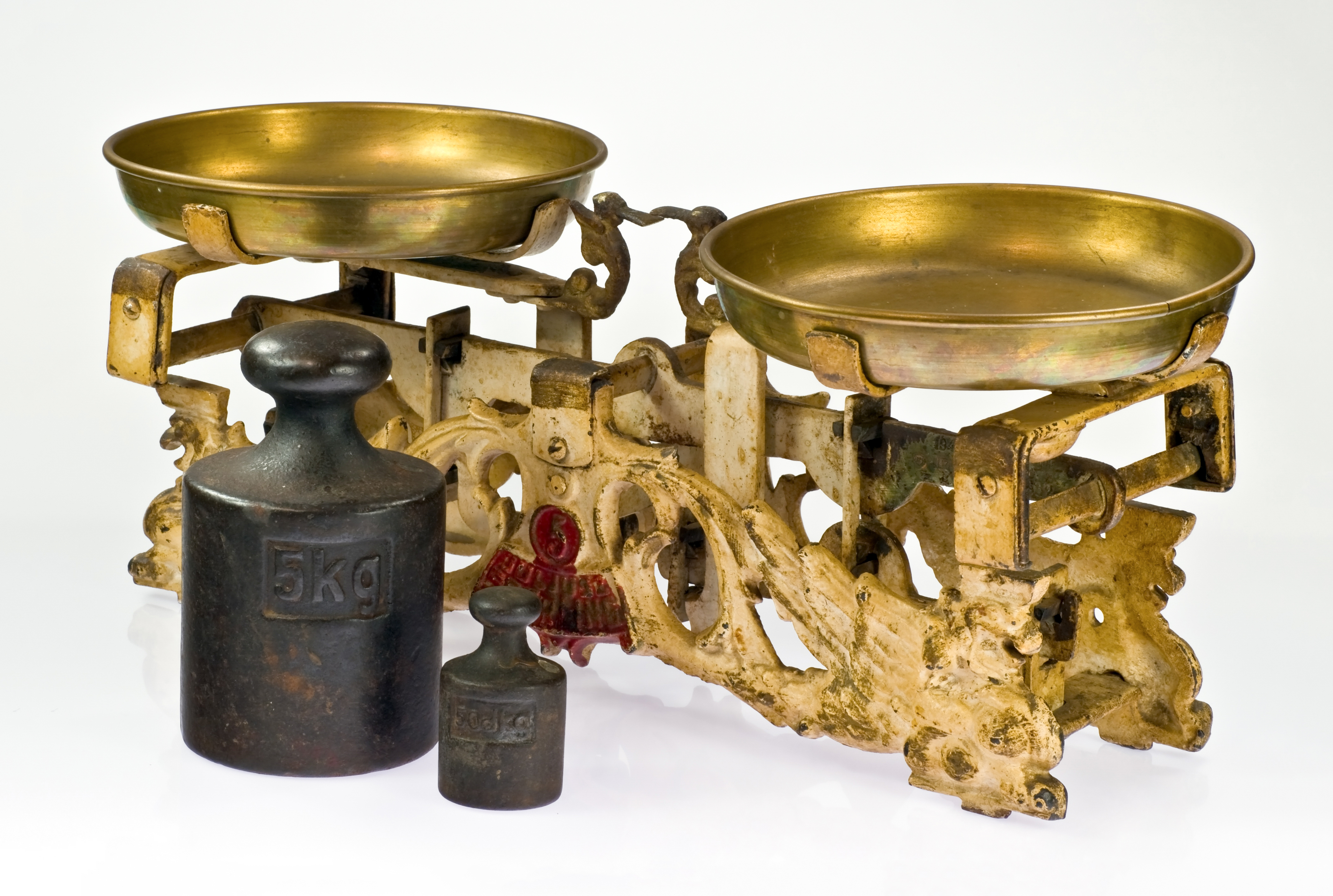
Zweischalige Tafelwaage zum Massenvergleich

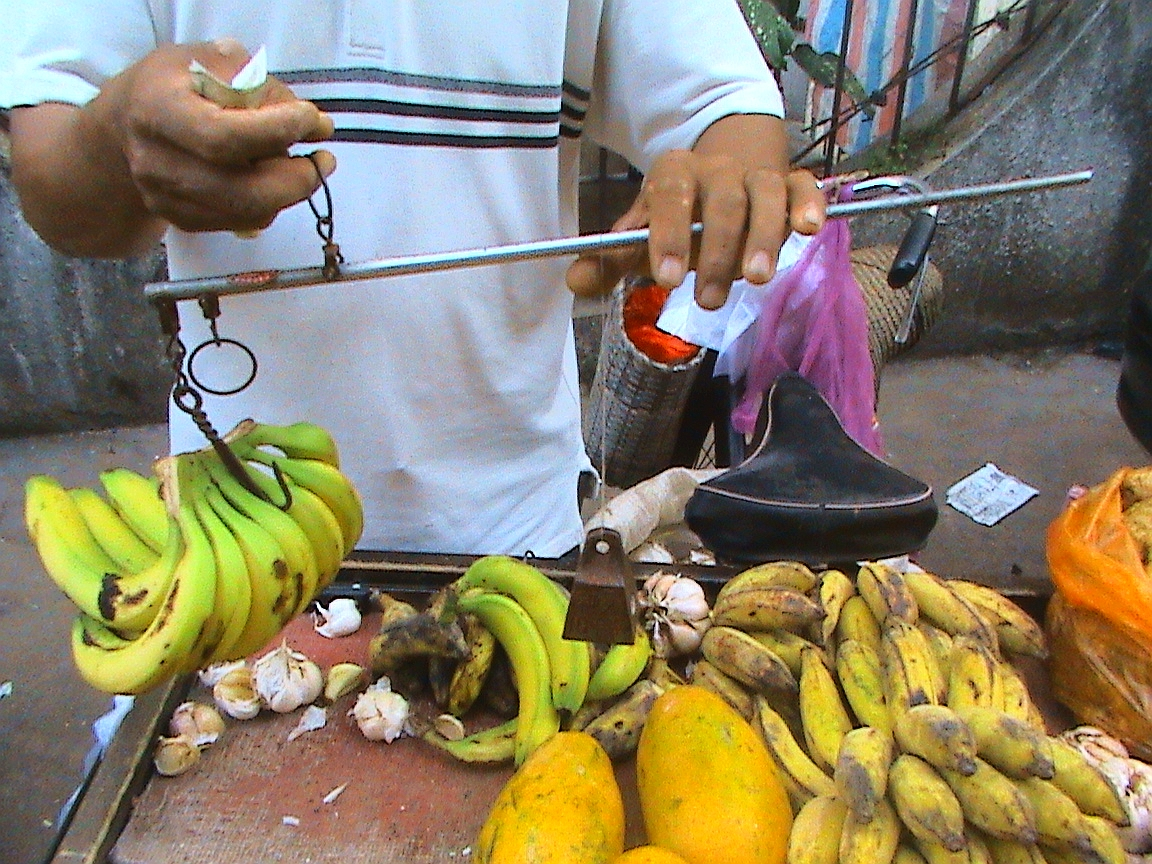
Schnellwaage aus Aluminium in China. Der Anwender kann auf zweierlei Weise die Hebelwirkung verändern: erstens durch Verschieben des Referenzgewichts (rechts im Bild), zweitens durch die Wahl des Halterings (links im Bild).

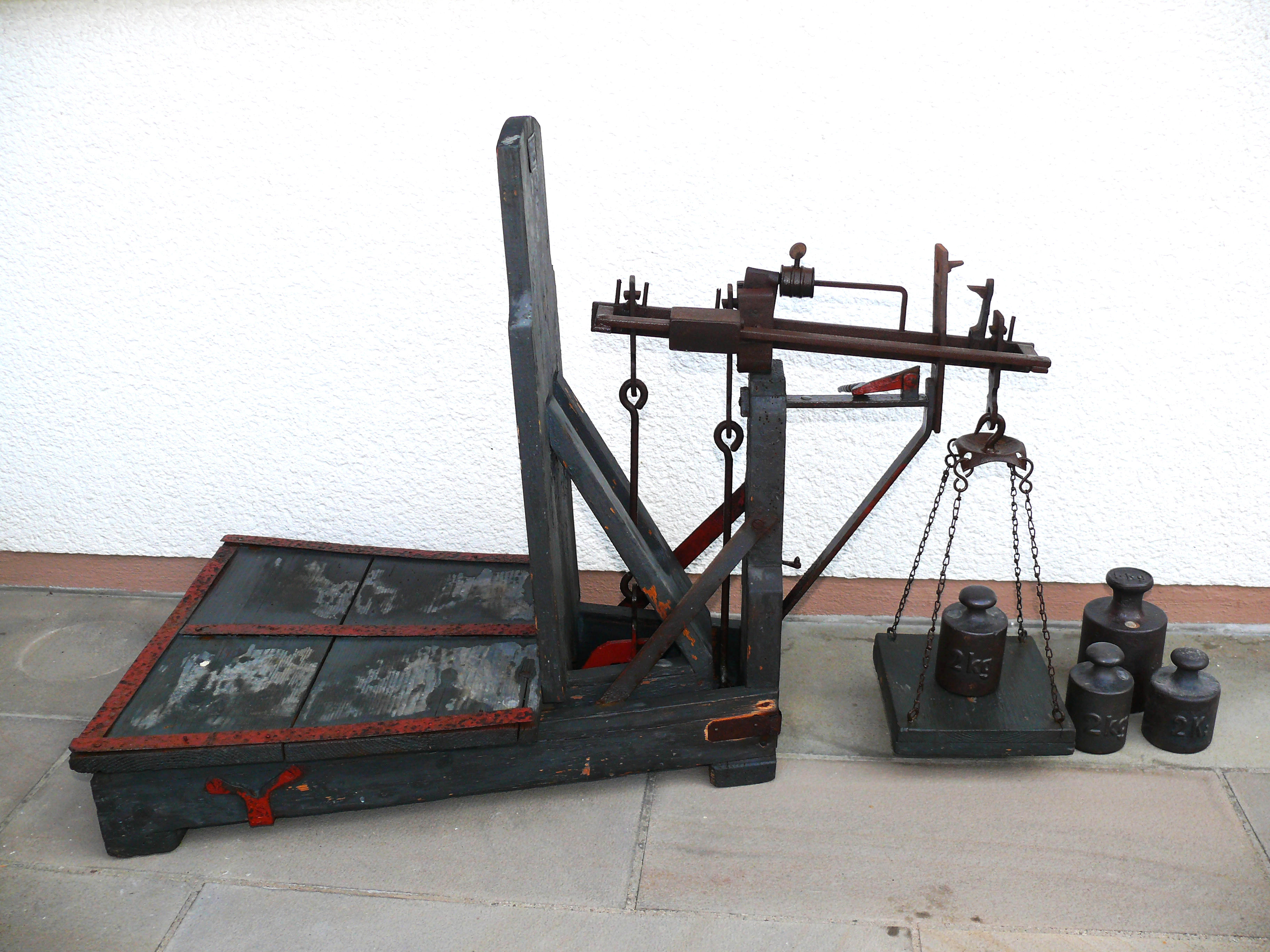
Dezimalwaage: Das Wägegut wird auf der Plattform (links) abgestellt. Sein Gewicht wird teilweise auf den Boden abgetragen und teilweise – an zwei Aufhängepunkten – auf den Hebelarm übertragen.

Die Masse eines Körpers wird durch den Vergleich mit Standardgewichten bestimmt. Auch diese Waagen arbeiten mit der Gravitation, müssen jedoch nicht auf die unterschiedlichen örtlichen Bedingungen eingestellt werden und könnten daher auch auf anderen Himmelskörpern, wie zum Beispiel dem Mond verwendet werden. Referenzgewichte sind zwischen 1 mg und 5 t normiert.
- Eine Balkenwaage misst die Balance zweier durch die Gewichte von Wägegut und Eichgewicht erzeugten Drehmomente. Im einfachsten Fall ist es ein im Drehpunkt gelagerter Waagebalken, an dessen Enden zwei Waagschalen im selben Abstand vom Drehpunkt aufgehängt sind. Eine früher in vielen Haushalten und Küchen anzutreffende Variante der Balkenwaage ist die Tafelwaage (Roberval-Waage), bei der die Waagschalen an einem Hebel-Parallelogramm befestigt sind und sich oberhalb des Waagebalkens befinden.
- Eine Schnellwaage, auch Laufmassenwaage oder Laufgewichtswaage, früher auch Besemer[1] genannt, besteht aus einem Stab, der beim Wägevorgang in zwei ungleiche Hebelarme aufgeteilt wird. Am einen Hebelarm befindet sich das Ausgleichsgewicht, am anderen ein Haken zum Aufhängen des Wägegutes. Das Verhältnis der Hebelarme kann mit einer Zunge und Handhabe verschoben werden, bis bei angehängtem Wägegut Gleichgewicht eintritt. Schnellwaagen wurden bereits in vorchristlicher Zeit von Griechen, Römern und Chinesen verwendet. An dem Stab kann sich eine Skala befinden.
- Eine Dezimalwaage ist für größere Lasten geeignet. Sie arbeitet ebenfalls nach dem Prinzip des zweiseitigen Hebels und ist so konstruiert, dass zum Beispiel eine zu wägende Masse von 100 kg mit einem Referenzgewicht von 10 kg aufgewogen wird.
- Eine Neigungswaage misst die Auslenkung eines festen Gewichts an einem Hebelarm. Dieses Prinzip wird bei vielen Briefwaagen verwendet.
- Massenvergleiche können auch auf ein-schaligen Waagen (oder auf zweischaligen Waagen, bei denen eine Schale mit einem Gegengewicht belegt bleibt) mit Hilfe einer geeigneten Prozedur (Substitutionswägen, Borda-Substitution.[2] ) durchgeführt werden. Dies ist das übliche Verfahren für Massenvergleiche auf Massekomparatoren zur Kalibrierung von Gewichtstücken. Dieses Verfahren erzeugt die höchsten Wäge-Genauigkeiten und kann auf mechanischen und elektronischen Waagen angewendet werden.

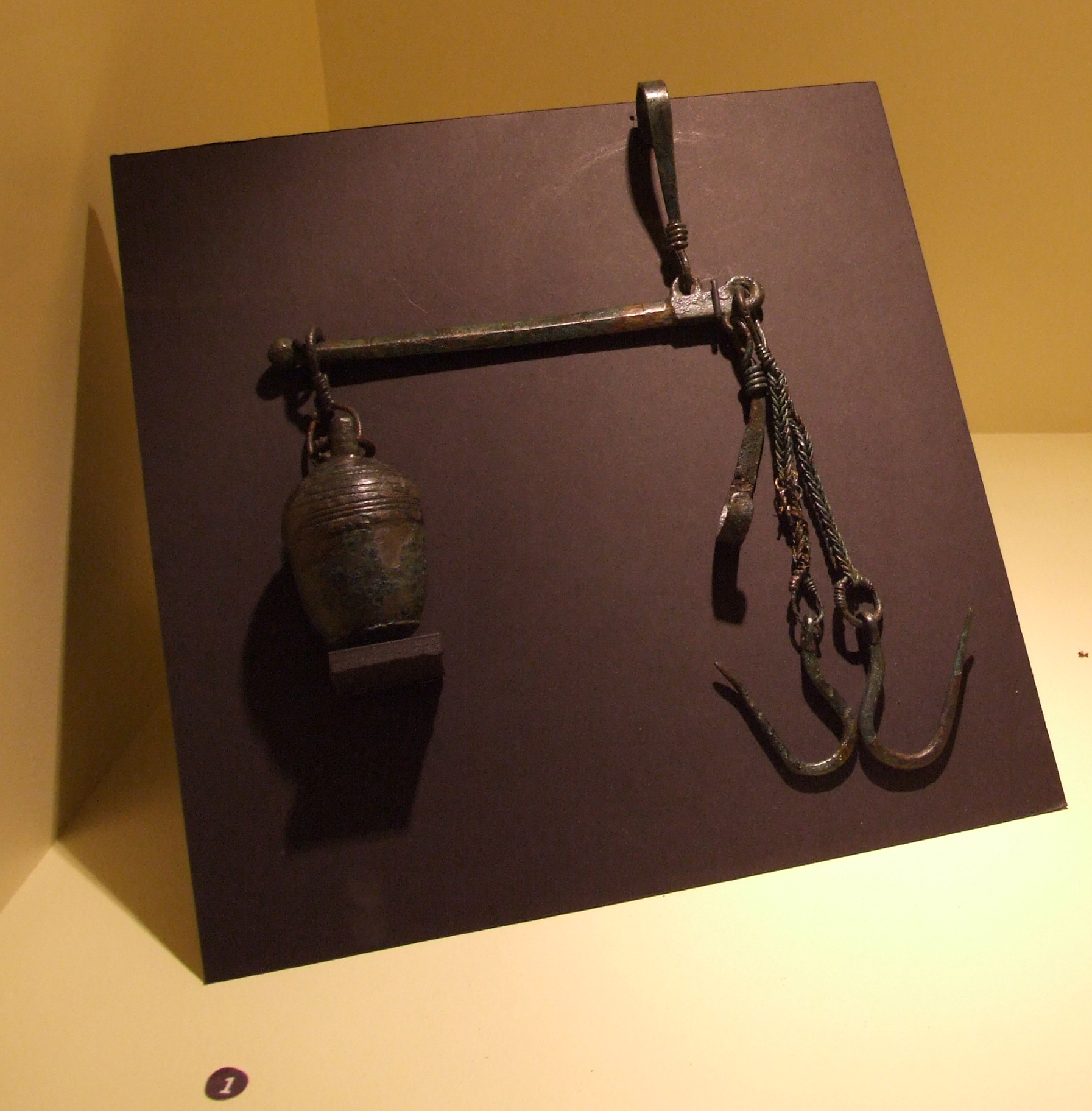
Römische Schnellwaage aus Pompeji
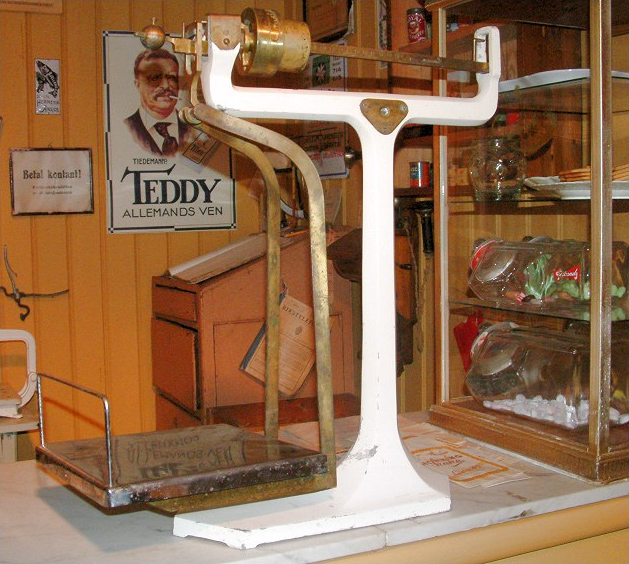
Laufmassenwaage mit Skala
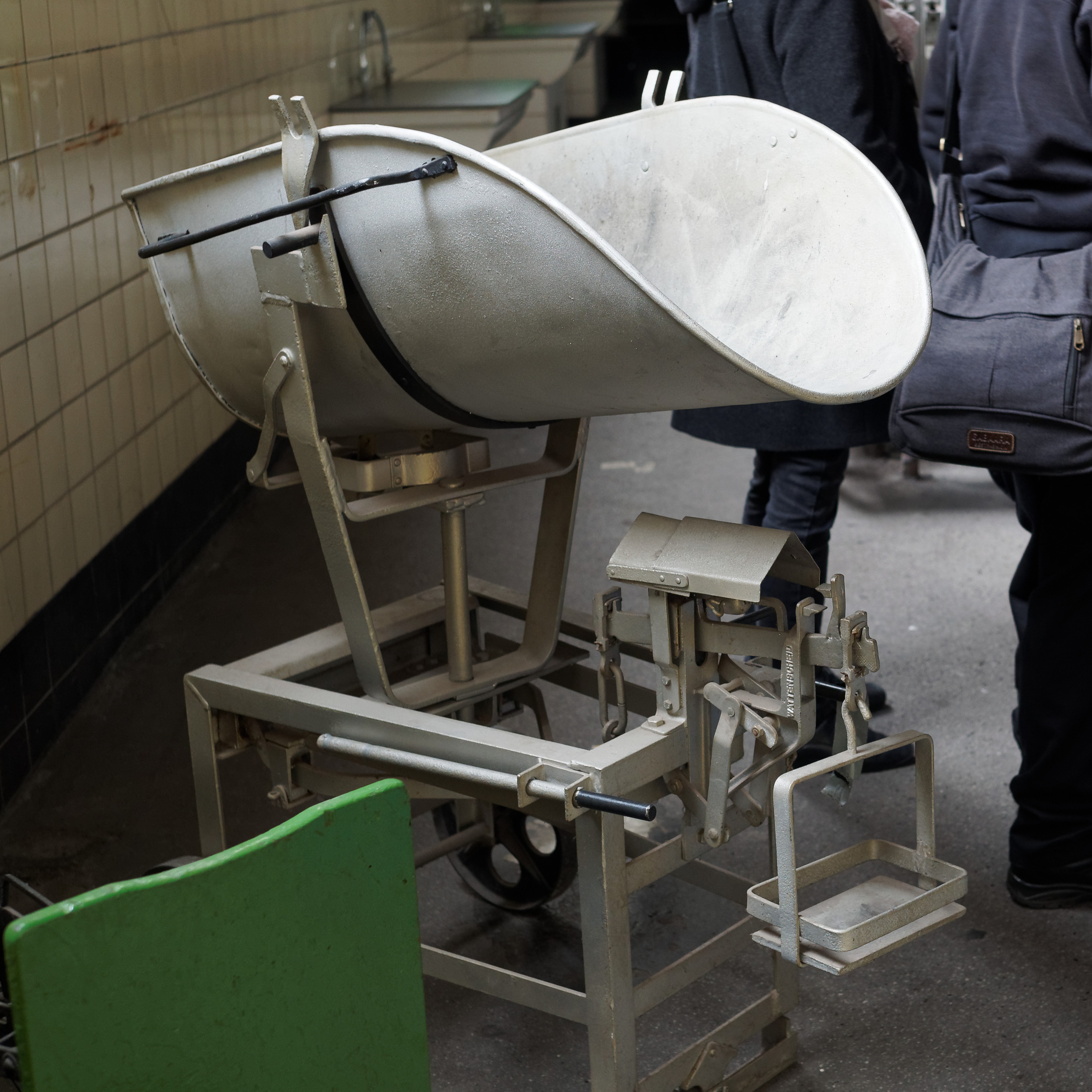
Waage für Schüttgut, nach dem Prinzip der Dezimalwaage

## Elektronische und elektromechanische Waagen
Mechanische Geräte werden zunehmend durch elektronische Waagen ersetzt. Elektronische Analysenwaagen messen im Bereich von einigen hundert Gramm (typischerweise 200 – 300 g) mit einer Ablesbarkeit bis etwa 0,1 mg, was einer Auflösung von 106 entspricht.

### Funktionsweise

#### Messung einer Verformung
Manche elektrische Waagen wandeln oft ebenso wie Federwaagen die Gewichtskraft mit einem elastischen Element (Feder bzw. einen Biegebalken) in eine Verformung bzw. einen Weg um. Gegenüber mechanischen Waagen ist der Weg bzw. die Dehnung jedoch kleiner. Die Dehnung wird mit einem Dehnungsmessstreifen gemessen. Entsprechende Baueinheiten sind Wägezellen.
Die Lageabweichung des elastischen Elementes kann auch über eine Kapazitätsänderung erfasst werden (Änderung des Plattenabstandes eines Kondensators).

#### Elektromagnetische Kraftkompensation
Genauere Waagen arbeiten nach dem Prinzip der elektromagnetischen Kraftkompensation. Dabei wird durch eine Spule in einem Permanentmagnetfeld eine Gegenkraft erzeugt, welche der Last der zu messenden Probe auf der Waagschale entspricht. Mit dieser Gegenkraft wird das Gleichgewicht gehalten. Dies wird durch einen Lagesensor und einen Regelverstärker bewerkstelligt. Über ein Hebelsystem kann eine kleinere Gegenkraft eine größere Kraft auf der Waagschale im Gleichgewicht halten. Der kraftproportionale Spulenstrom wird gemessen und, umgerechnet in Masse, angezeigt. Bei diesem Prinzip entsteht keine Verformung, was zu einer höheren Genauigkeit gegenüber verformenden Prinzipien führt.

### Elektromechanische Waagen für Industrie und Transport

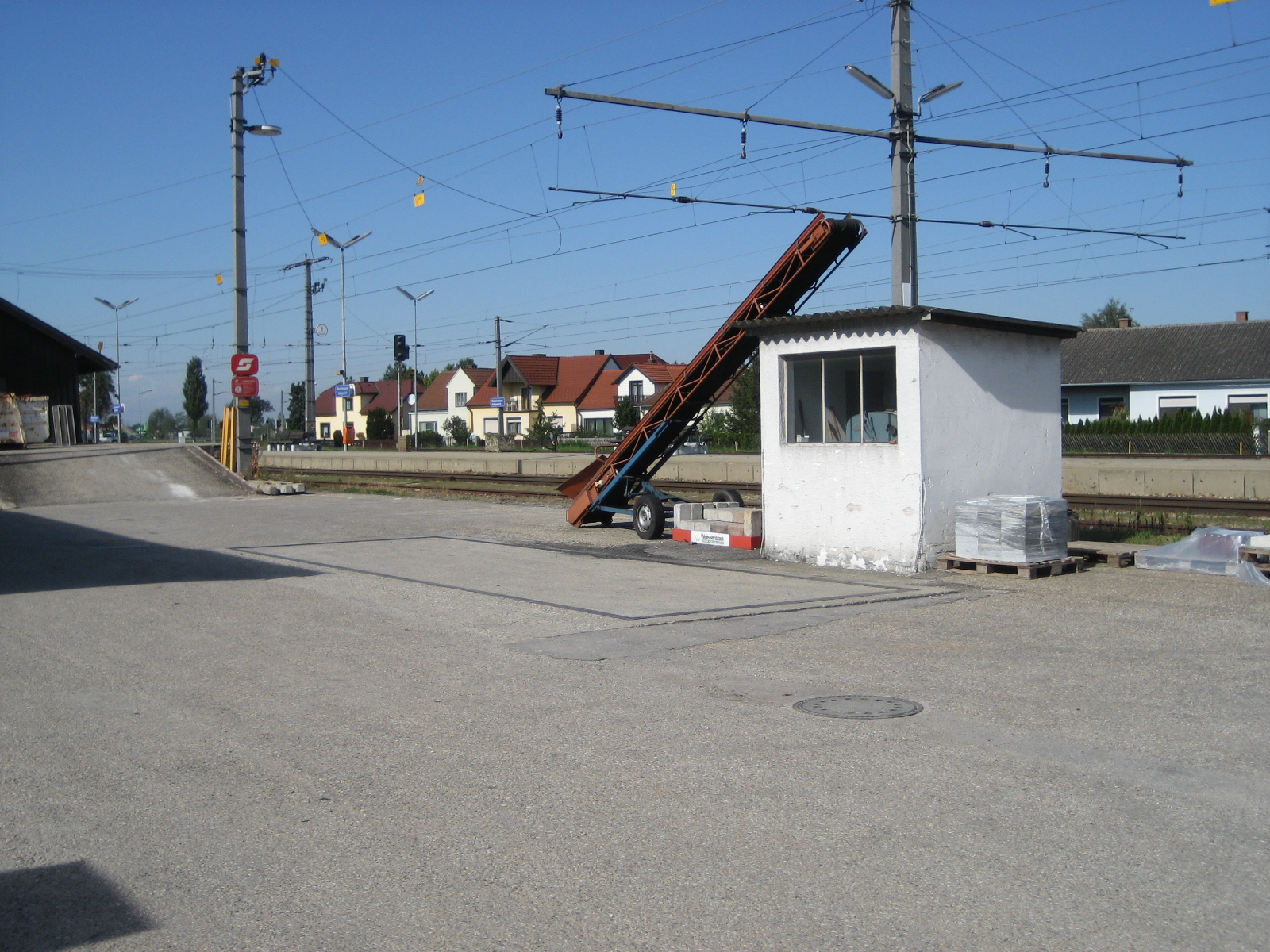
Straßenbrückenwaage

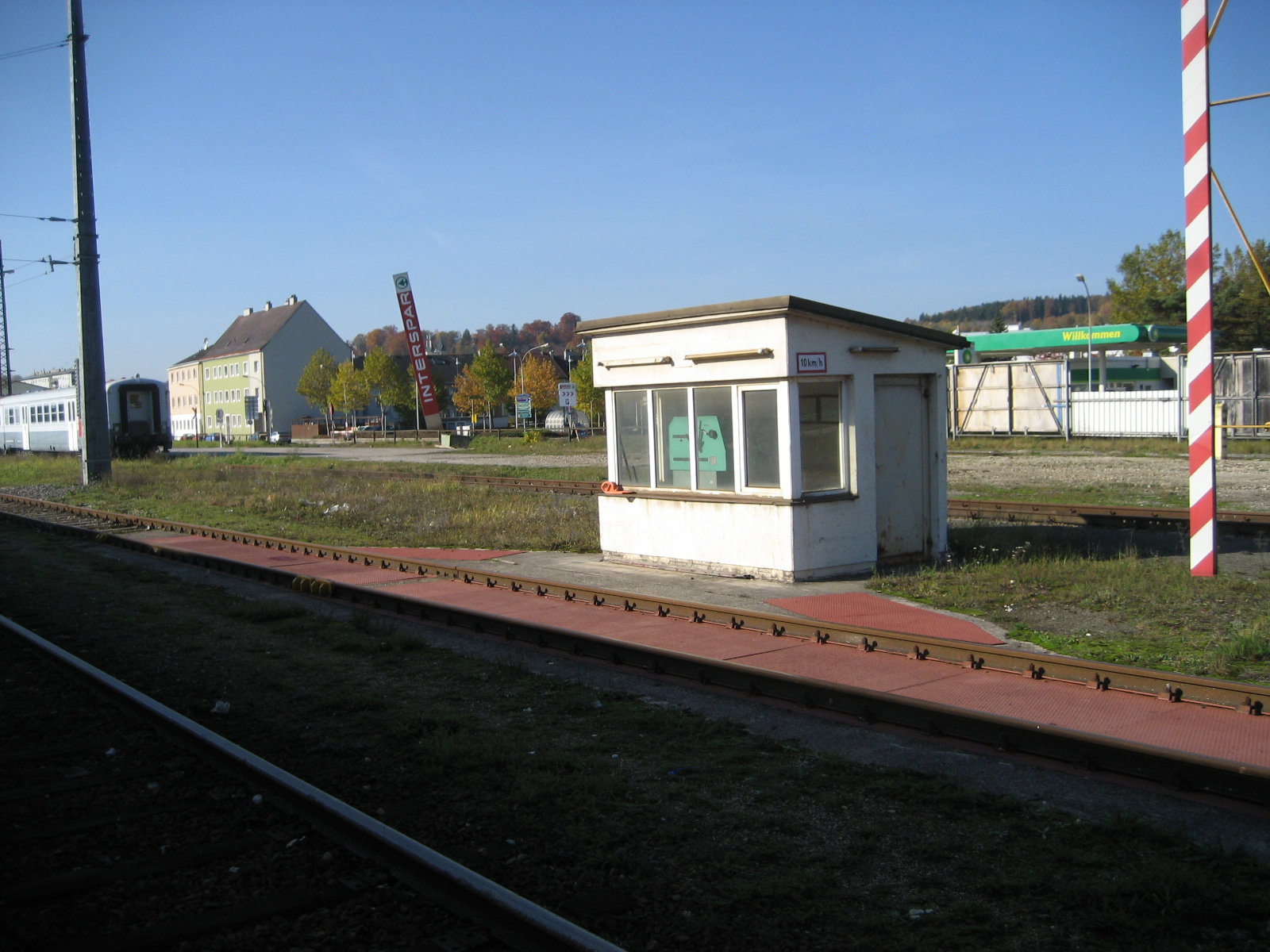
Gleisbrückenwaage

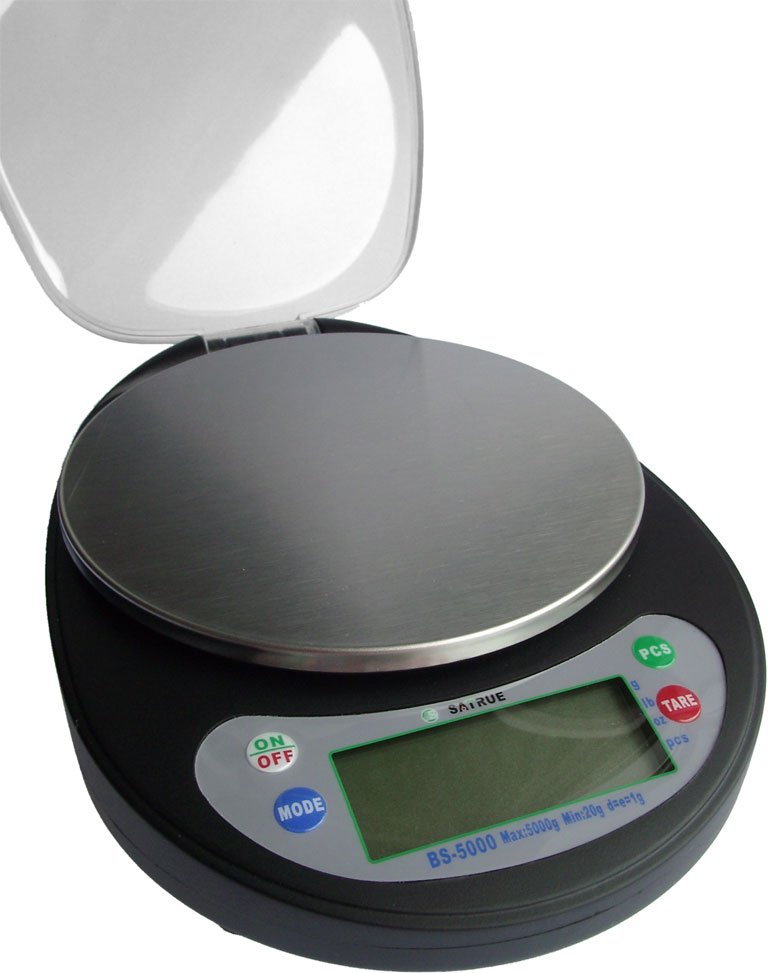
Elektronische Tisch- und Zählwaage (Max.: 5000 g, d: 1 g)

Bekannt sind unter anderem Plattform- und Fahrzeugwaagen, Wägebrücken (Brückenwaage) mit mehreren Messdosen und Messterminal, Straßenbrückenwaagen, Gleisbrückenwaagen für Eisenbahnwagen, Statische / Dynamische Achslastwaagen, Kranwaagen, Palettenwaagen (z. B. 10 bis 1500 kg ± 0,5 kg) oder Wägeterminals mit Abfüllsteuerung (siehe: Abfüllwaage).

### Zählwaagen
Zählwaagen bestimmen das Verhältnis des Gewichts einer Stückmenge zu einem einzelnen dieser Stücke (Zählmaß). Dazu werden ein oder (bei großen zu zählenden Stückzahlen) mehrere Stücke aufgelegt und so ein durchschnittliches Stückgewicht ermittelt. Übliche elektronische Waagen können diese Funktionalität in Form einer Software in ihrem Bedienumfang enthalten.
Zählwaagen werden auch als Inventurwaagen eingesetzt, um den mengenmäßigen Lagerbestand an Komponenten und Materialien während einer Inventur zu erfassen.
Zählwägesysteme oder auch Zählwaagen-Verbundsysteme genannt, bestehen jeweils aus einer feinen Referenzwaage und einer (deutlich) größeren Mengenwaage. Hiermit ist es möglich, Materialien mit kleinem Gewicht auch in großer Menge relativ genau zu zählen. Die Zählgenauigkeit hängt von den Eigenschaften der beiden Waagen und von den Eigenschaften der gezählten Teile ab. Mit solchen Zählwägesystemen ist es z. B. möglich, kleine Metallteile im Gramm-Bereich in schweren Gitterboxen zu zählen.

## Besondere Waagen für Technik und Physik
- Sechs-Komponenten-Waage: Durch Messung der drei Kräfte und der drei Drehmomente in einem orthogonalen Koordinatensystem lassen sich mit einer solchen Waage beispielsweise in einem Windkanal alle Wirkungen der Luftströmung auf ein Modell messen.
- Gravimeter für Geophysik und Geodäsie: Präzisions-„Federwaage“ (Schrägbalken) oder mit Supraleitung, Messung des Erdschwerefeldes von 950 bis 990 Gal ± 0,001 mGal (1 Gal = 1 cm/s²).
- Drehwaage (Henry Cavendish bestimmte 1798 mit einer Drehwaage die Gravitationskonstante)
- Watt-Waage: Sie vergleicht mechanische mit elektrischer Leistung; Verwendung ist die Realisierung der SI-Einheit Kilogramm gemäß gültiger Definition.
- Komparatorwaage oder Massekomparator zum Vergleich von Massestücken. Genaueste Geräte erlauben Messungen im Vakuum (0,005 mbar). Das vermeidet erforderliche Korrektionen wegen unterschiedlichem statischen Auftrieb von Normal und Probekörper in der Luft. Der derzeit genaueste Massekomparator der PTB hat eine Standardabweichung von 1·10−10 kg.
- Cottonwaage (eine magnetische Waage) zur schnellen und genauen Gewichtsmessung von Münzen, erfunden von William Cotton während seiner Zeit als Direktor der Bank von England von 1842 bis 1845.
- Luftgewichtsmesser, Dichtemessgerät

## Arten von Waagen

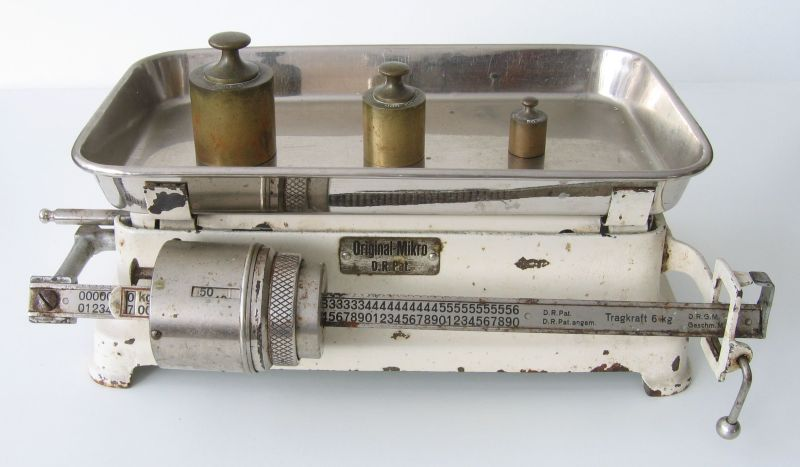
Laufgewichtswaage für den Haushalt, um 1935

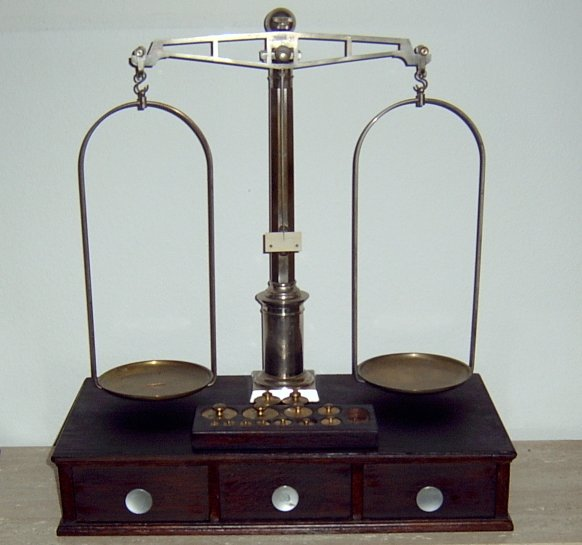
Apothekerwaage älterer Bauart, Wägebereich 0,1 g bis 1 kg

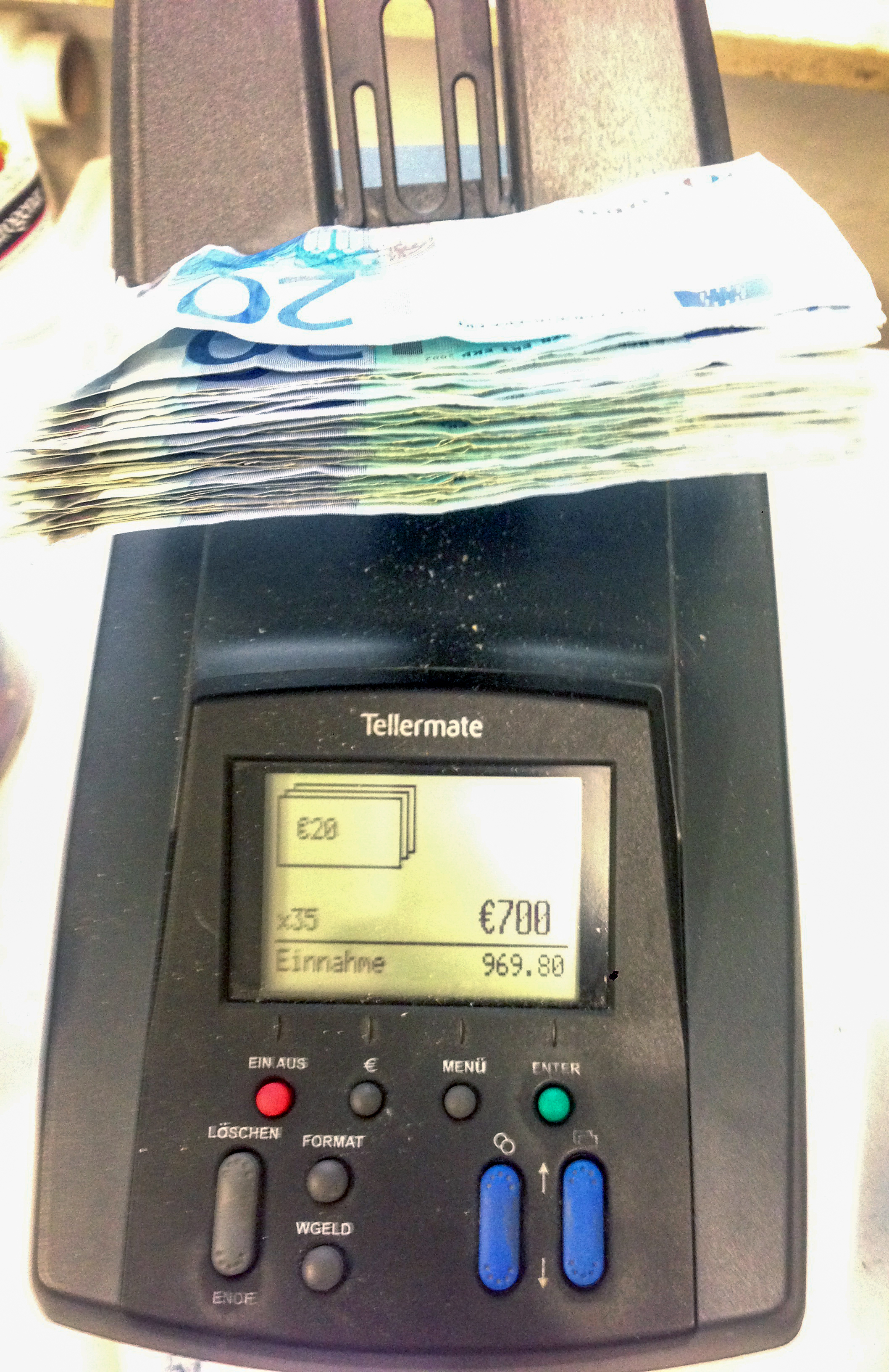
Geldwaage eines deutschen Handelsunternehmens

### Nach Anwendung
Für Personen und den Haushalt:
- Personenwaage
- Babywaage
- Körperfettwaage
- Briefwaage
- Kofferwaage
- Küchenwaage
- Wirtschaftswaage

Gewerblich:
- Apothekerwaage
- Geldwaage
- Kontrollwaage

- Ladenwaage
- Bienenstockwaage
- Bäckerwaage
- Inventurwaage

Medizinisch:
- Bettwaage

Für Fahrzeuge:
- Radladerwaage
- Achslastwaage
- Stützlastwaage

Historisch:
- Dorfwaage
- Waage (städtisches Gebäude)

### Nach Bauart
- Balkenwaage
- Dezimalwaage, oft als Sackwaage mit Plateau und Wand zum Anlehnen des Sacks
- Federwaage
- Kranwaage
- Laufgewichtswaage
- Mehrkopfwaage
- Mohr-Westphalsche Waage
- Neigungswaage
- Ringkraftmesser
- Schalenwaage
- Spiegelwaage
- Tafelwaage
- Mondwaage mit elliptisch gebogener Blattfeder-Ellipse, innerhalb davon der geschützte Zeiger und mondsichelförmige Skala
- Zeigerwaage

### Nach Genauigkeit
Präzisionswaagen erreichen Genauigkeiten bis 0,01 %. Einteilung nach Genauigkeit:
- Mikrowaage, z. B. mit einem Ziffernschritt von 1 µg
- Analysenwaage, z. B. mit einem Ziffernschritt von 0,1 mg
- Feinwaage, mit einem Ziffernschritt von 1 mg bis 100 mg
- Handelswaage
- Grobwaage

## Wortgeschichte

### Etymologie und Schreibweise
Das Wort Waage (ahd. wāga, mhd. wāge) ist verwandt mit dem Verb bewegen. Beide Wörter gehen auf eine indogermanische Wurzel zurück, die „bewegen“ bedeutet. Eine Waage ist im ursprünglichen Wortsinn ein sich bewegender, schwingender Gegenstand. Das Verb wagen (mhd. wāgen) mit der Bedeutung „sich trauen, etwas riskieren“ ist eine Ableitung aus mhd. wāge (= Waage) und bedeutet eigentlich „etwas auf die Waage legen“.
Im Jahre 1927 wurde die Schreibung zur besseren Unterscheidung zu Wagen von Wage auf Waage geändert.

### Wägen und Wiegen
Die Verben wägen und wiegen bedeuten beide „das Gewicht bestimmen“, unterscheiden sich jedoch in der Wortgeschichte und im heutigen Wortgebrauch.
- Das ältere Verb ist wägen (ahd. wegan, mhd. wegen). Ursprünglich hatte es die Bedeutung „(sich) bewegen“. Das Präfix-Verb bewegen ist aus dem alten Verb wegen abgeleitet und hat dessen ursprüngliche Bedeutung übernommen. Für die Bedeutung „das Gewicht bestimmen“ entstand im 16. Jahrhundert unter dem Einfluss von wage (= Waage) die Schreibweise wägen (anstelle von wegen). Aus der Bedeutung „das Gewicht bestimmen“ entwickelte sich die übertragene Bedeutung „prüfend überlegen“, „erwägen“.[7]
- Das Verb wiegen ist eine jüngere Variante von wägen. Es entstand im 16. Jahrhundert aus zwei gebeugten Wortformen von wägen: (du) wiegst und (er) wiegt.[8]
- Im Präteritum und Perfekt ist kein Unterschied auszumachen, beide Wörter haben wog, gewogen; wägte, gewägt kommt nur in der übertragenen Bedeutung vor.

Das Bestimmen des Gewichts wird heute in der Allgemeinsprache fast nur mit dem jüngeren Verb wiegen ausgedrückt. In der Fachsprache hat sich wägen jedoch gehalten. Darüber hinaus ist wägen in der Schweiz gebräuchlich.
Das im Präsens gleichlautende Verb wiegen (aber schwach: wiegte, gewiegt) mit der Bedeutung „sanft hin und her bewegen“ ist von Wiege abgeleitet. Die Wörter Wiege und Waage sind nicht direkt verwandt, wahrscheinlich gehen sie aber mit der gemeinsamen Grundbedeutung „sich bewegender Gegenstand“ auf dieselbe indogermanische Wortwurzel zurück.

### Übertragener Wortgebrauch
Eine Verbreitung in der religiösen Ikonographie erfuhr das Gerät besonders im Bild der Seelenwaage.
Das Wort Waage ist auch in Bezeichnungen für einige technische Geräte enthalten, mit denen nicht das Gewicht bestimmt wird:
- Mit einer Wasserwaage wird die horizontale oder vertikale Ausrichtung überprüft.
- Die Setzwaage ist der historische Vorläufer der Wasserwaage. Mit einer Setzwaage kann nur die horizontale Ausrichtung überprüft werden.
- Eine Senkwaage dient zur Bestimmung der Dichte oder des spezifischen Gewichts von Flüssigkeiten. Ein bekanntes Beispiel ist die Mostwaage (auch Oechsle-Waage genannt), mit der die Dichte von Traubenmost gemessen wird. Die Messung des spezifischen Gewichts (= Gewicht pro Volumen) ist nahezu dasselbe wie eine Gewichtsmessung, insofern kann eine Senkwaage tatsächlich als „Waage für Flüssigkeiten“ gelten.
- Mit einer Drehwaage werden sehr kleine Kräfte gemessen, z. B. die Massenanziehung zwischen zwei Körpern.

Im allgemeinen Sprachgebrauch greifen einige Redewendungen auf das Bild der Waage zurück:
- sich die Waage halten[4]
- jedes Wort auf die Goldwaage legen[11]

## Rechtliche Aspekte
Waagen in gesetzlich geregelten Anwendungen fielen in der EU unter die Richtlinie 2004/22/EG über Messgeräte. Diese wurde durch die Richtlinie 2014/32/EU (Messgeräterichtlinie) aufgehoben. Es wird unterschieden zwischen selbsttätige Waagen (z. B. Gleiswaagen oder automatische Verpackungslinien) und nichtselbsttätige Waagen. Die nichtselbsttätigen Waagen fallen unter die Richtlinie 2014/31/EU über nichtselbsttätige Waagen. Selbsttätige Waagen fallen weiterhin unter die Messgeräterichtlinie.
In Deutschland werden diese Richtlinien durch das Mess- und Eichgesetz sowie die Mess- und Eichverordnung umgesetzt. In Österreich durch das österreichische Maß- und Eichgesetz.